# Эль Нади, Амр
Амр Эль Нади (араб. عمرو النادي‎, англ. Amr Elnady, род. 4 июня 1975, Египет) — египетский шоссейный велогонщик.

## Карьера
В 1996 выиграл Тур Туниса. В последующих годах принял участие на Чемпионате мира — дважды в индивидуальной гонке в 1997 (U23) и в 1998 годах и групповой гонке в 1999 году. Дважды, в 1999 и 2000 годах, становился Чемпионом Египта в групповой и индивидуальной гонке. В 1999 году также отметился победами на Туре Саудовской Аравии, Туре Египта и Тур дю Фасо, подиумом на Туре Македонии.
Летом 2000 года принял участие в Туре Сербии и Туре Словакии. Осенью того же года в составе сборной Египта принял участия в летних Олимпийских играх в Сиднее, где выступил в двух дисциплинах по велоспорту. 27 сентября стартовал в групповой гонке на шоссе, но не смог её закончить. А через три дня, 30 сентября, выступил в индивидуальной гонке, по итогам которой показал 36-й, предпоследний, результат, уступив победителю Вячеславу Екимову 5 минут 38 секунд.
В 2001 году ещё раз выиграл Тур Египта, занял 2-е место на Туре Алжира и отметился на Туре Саудовской Аравии.

## Достижения
1996
Тур Туниса
1999
 Чемпион Египта — групповая гонка
 Чемпион Египта — индивидуальная гонка
Тур Саудовской Аравии
1-й в генеральной классификации
Пролог
Тур Египта
1-й в генеральной классификации
Пролог, 1-й и 8-й этапы
1-й на этапе 7a Тур дю Фасо
3-й в генеральной классификации Тур Македонии
2000
 Чемпион Египта — групповая гонка
 Чемпион Египта — индивидуальная гонка
2001
Тур Египта
1-й в генеральной классификации
6-й этап
2-й Тур Алжира